# Psychotria xiriricana
Psychotria xiriricana är en måreväxtart som beskrevs av Paul Carpenter Standley och Frederico Carlos Hoehne. Psychotria xiriricana ingår i släktet Psychotria och familjen måreväxter. Inga underarter finns listade i Catalogue of Life.